# Eisenbahnunfall in Vonwil
Beim Eisenbahnunfall in Vonwil, heute Stadtquartier St. Otmar in der Schweizer Stadt St. Gallen, entgleiste am 31. Dezember 1879 um 11.10 Uhr ein aus Winterthur kommender Zug der Vereinigten Schweizerbahnen (VSB).

## Ausgangslage

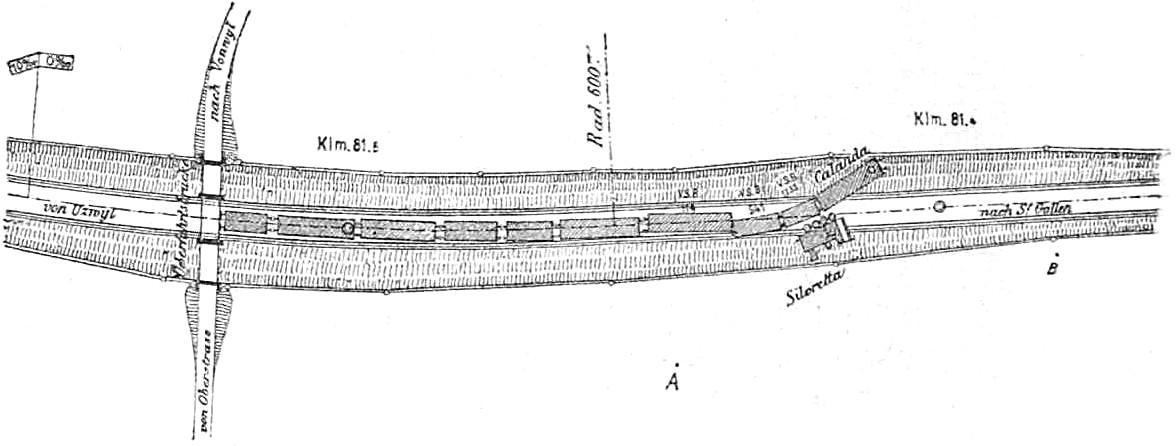
Im Bereich der Unfallstelle in St. Gallen-Vonwil liegt die Bahnstrecke in einer Kurve von 600 Meter Radius und im Scheitelpunkt zweier Gefälle von 10 ‰

Der um 8.15 Uhr in Winterthur abgefahrene Zug 9 musste in Uzwil warten, weil die Lokomotive Eb 2/5 27 «Calanda» zu wenig Dampf für die Überwindung der nachfolgenden Steigung entwickelte. Die aus St. Gallen nach Uzwil herbeigeschickte Ed 4/4 64 «Silvretta» kam als Vorspannlokomotive zur Hilfe. Allerdings hatte inzwischen die Zuglokomotive «Calanda» wieder genügend Dampf entwickelt, so dass sie den Zug hätte alleine befördern können. Der Zug bestand nun aus den beiden Dampflokomotiven, dem Güterwagen 1233, dem zweiachsigen Gepäckwagen 941, sechs vierachsigen Personenwagen und einem weiteren Güterwagen am Zugschluss.
Die Unfallstelle wurde vor der Entgleisung von mehreren Zügen, zuletzt um 9.50 Uhr von Zug 4, durchfahren.

## Unfallhergang
Bei Kilometer 81,5 in Vonwil, 1,2 km westlich des Bahnhofs St. Gallen, entgleiste die Vorspannlokomotive «Silvretta». Sie wurde vollständig um ihre senkrechte Achse gedreht, kippte um und kam rechts im Bahngraben zu liegen. Die Lokomotive «Calanda» entgleiste ebenfalls, blieb jedoch aufrecht stehen und bohrte sich in die linksseitige Einschnittböschung. Die nachfolgenden drei Wagen stiessen ineinander und kletterten mit Puffern und Plattformen aufeinander auf.

## Folgen

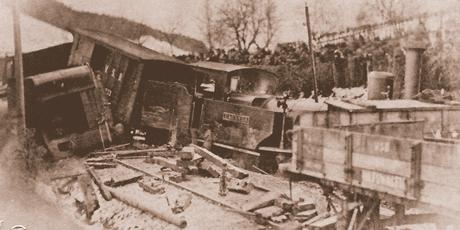
Die Unglücksstelle in Vonwil am 1. Januar 1880 mit der Lokomotive «Calanda»

Der Zugführer, der im Moment der Entgleisung vom Gepäckwagen auf die Plattform des vordersten Personenwagens übertrat, wurde getötet. Eine Ecke des Gepäckwagens drückte die Stirnwand des Personenwagens ein, wodurch ein Reisender ums Leben kam und fünf verletzt wurden. Zwei im Gepäckwagen eingeschlossene Gefangene und das Personal der Lokomotive «Calanda» kamen mit dem Schrecken davon. Hingegen wurden der Führer und der Heizer der Vorspannlokomotive «Silvretta» verletzt. Der Heizer erlitt Verbrennungen vom ausströmenden Dampf.
Die Schäden an den beiden Lokomotiven waren geringer als zunächst befürchtet – sie konnten wieder instand gestellt werden.

## Unfallursache
Die Entgleisung wurde durch zwei kurz hintereinander folgende Gleissenkungen verursacht, die offenbar bei Tauwetter nach einer länger dauernden Frostperiode entstanden waren. Die Vorspannlokomotive «Silvretta» war für eine Höchstgeschwindigkeit von 45 km/h zugelassen. Beide Lokomotiven waren mit einem Geschwindigkeitsmesser ausgerüstet. Die Auswertung der Registrierstreifen ergab, dass der Zug die Unfallstelle mit einer Geschwindigkeit von 47 km/h passierte.
Nach dem Unfall kam es zu einer bemerkenswerten Polemik in der Fachpresse. Der Maschineningenieur der Nordostbahn (NOB), Heinrich Maey, griff dabei die VSB und deren Maschinenmeister Adolf Klose an.